# Ophonus cribricollis
Ophonus (Hesperophonus) cribricollis – gatunek chrząszcza z rodziny biegaczowatych, podrodziny Harpalinae i pleminia Harpalini.

## Taksonomia
Gatunek został opisany w 1829 roku przez Pierre’a François Marie Auguste’a Dejeana jako Harpalus cribricollis.

## Opis
Osiąga od 7,5 do 9 mm długości ciała. Podstawa przedplecza wyraźnie obrzeżona, jego boki co najwyżej słabo wklęśnięte przed kątami tylnymi, a kąty te tępe lub zaokrąglone. Górna powierzchnia ciała z niebieskim, metalicznym połyskiem. Pokrywy o rzędach niepunktowanych. Pierwszy człon czułków wyraźnie jaśniejszy od pozostałych. Uda przyciemnione.

## Występowanie
Gatunek palearktyczny. W Europie wykazany z Albanii, Austrii, Bośni i Hercegowiny, Bułgarii, Czech, Chorwacji, Francji, Grecji, Hiszpanii, byłej Jugosławii, Macedonii Północnej, Mołdawii, Portugalii, europejskiej Rosji, Rumunii, Słowacji, Sycylii, Ukrainy, Węgier i Włoch. Poza Europą znany z Turcji, Armenii, Iraku, Iranu oraz Izraela.